# Oussema Rigani
Oussema Rigani (ur. 1 marca 1994) – marokański zapaśnik walczący w stylu wolnym. Zajął 42. miejsce na mistrzostwach świata w 2019. Ósmy na igrzyskach afrykańskich w 2019. Wicemistrz Afryki w 2019 i trzeci w 2018 roku.